# 出雲国子
出雲 国子（いずも くにこ、本名:今泉乃婦子、1月12日 - 没年不明）とは、元宝塚歌劇団男役の人物である。宝塚歌劇団25期生。

## 略歴
- 1935年、宝塚音楽歌劇学校（現在の宝塚音楽学校）に入学し、宝塚少女歌劇団（現在の宝塚歌劇団）に入団。当時は学校と劇団は一体であった。
- 1949年、宝塚歌劇団を退団。

## 宝塚歌劇団時代の舞台出演
- 『夏のをどり』（花組）（1946年8月6日 - 8月25日、宝塚大劇場）

| スタブアイコン | サブスタブ | この項目は、まだ閲覧者の調べものの参照としては役立たない、俳優（男優・女優）に関連した書きかけの項目です。この項目を加筆・訂正などしてくださる協力者を求めています（P:映画/PJ芸能人）。 |